# Meob-Chamais
Das Gebiet zwischen der Meob-Bucht und Chamais-Bucht (englisch Meob Bay and Chamais Bay) an der Küste Namibias bildet seit 2. Juli 2009 das erste Meeres- und Inselschutzgebiet (englisch Islands’ Marine Protected Area) des Landes. Das Gebiet ist in vier verschiedene Zonen nach IUCN VI eingeteilt.
Das Gebiet erstreckt sich von der Meob-Bucht nördlich der Küstenstadt Lüderitz über 400 Kilometer gen Süden bis zur Chamais-Bucht und 30 Kilometer westlich in den Atlantischen Ozean hinein. Es schließt zehn Inseln und diverse Inselchen (unter anderem Teile der Penguin Islands) sowie Felsen ein.
Das Meeresschutzgebiet dient vor allem dem Schutz der einmaligen Natur, der Flora und Fauna mit mehr als 14 Seevogelarten, Brillenpinguine und der weltweit größten Kolonie von Kormoranen (Phalacrocorax neglectus).
Eine Ausbreitung des Schutzgebietes entlang der gesamten namibischen Atlantikküste inklusive Sandwich Harbour und der Lagune von Walvis Bay ist langfristig geplant.